# 조지퍼스 대니얼스
조지퍼스 대니얼스(Josephus Daniels, 1862년 5월 18일 ~ 1948년 1월 15일)는 미국의 민주당 정치인이며 신문 편집자로 41대 해군장관 (1913년 ~ 1921년)과 멕시코 주재 대사 (1933년 ~ 1941년)를 지냈다.

## 어린 시절

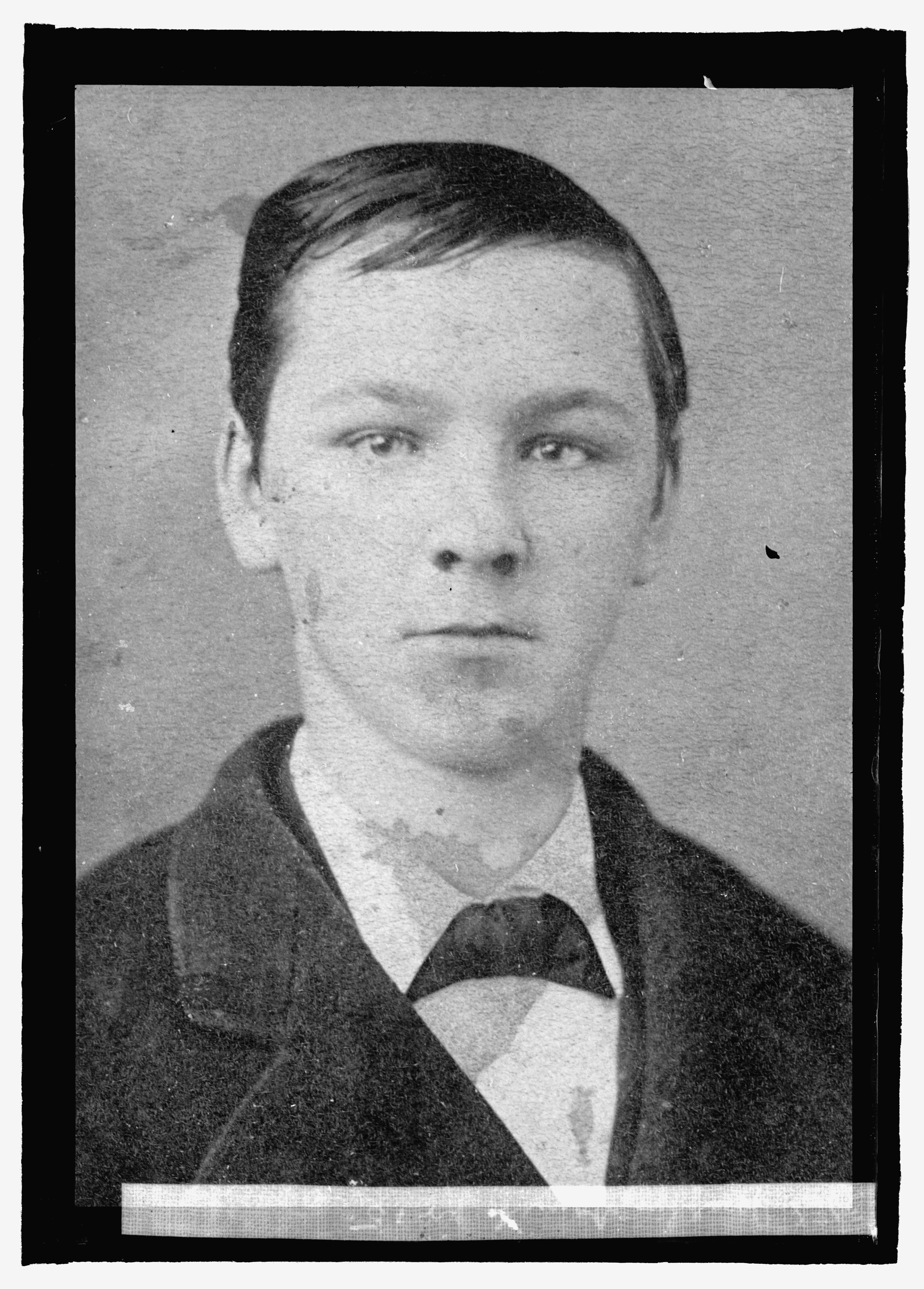
15세의 대니얼스

당시 아메리카 연합국 노스캐롤라이나주 워싱턴에서 조지퍼스와 메리 클리브스 시브룩 대니얼스의 5명의 자녀 중 4째로 태어났다. 그의 증조부 토머스 대니얼스는 18세기 후반에 아일랜드로부터 로어노크섬으로 이주하였다. 남북 전쟁이 일어나기 전에 휘그당과 국민연방당에 속했던 부친은 선박 목수였고 전쟁이 일어난 동안 윌밍턴에 있는 남군의 조선소에서 일하였으며 1865년 1월 28일 자신이 탑승했던 증기선에서 워싱턴에 있던 남군에 의한 발포에 살해되었다.
모친은 그러고나서 윌슨으로 이주하여 1866년 12월 그 공동체의 여주인이 되었다. 그녀는 어린 대니얼스를 독실한 감리교 신앙으로 키워 윌슨 공립 고등학교로 보냈다. 그는 "윌슨 애드밴스"의 지방 편집자가 되는 데 1880년 학교를 떠났다. 2년 후에 그는 신문을 매입하였다. 1885년까지 그는 또한 자신의 형 찰스와 함께 소유한 "킨스턴 프리 프레스"와 자신이 일부 소유자였던 "로키 마운트 리포터"를 위하여 사설을 쓰고 있었다.

## 초기 경력
1884년 대니얼스는 편집자로서 자신의 선택한 직업에서 계속했던 동안 법률 실행에 관한 아이디어를 구상하였다. 그는 1885년의 여름에 노스캐롤라이나 대학교 채플힐의 로스쿨에 들어갔다. 그 동안 더럼의 부유한 산업가 줄리어스 S. 카의 관대를 통하여 그는 "스테이트 크로니클"과 "파머 앤드 메캐닉"의 최근 조합 주간지 "롤리 위클리"의 소유권을 얻었다. 새로운 주간지는 성공하였고, 대니얼스의 자라나는 명성은 자신을 주의 인쇄업자 (1887년, 1889년, 1891년과 1893년)로 임명하는 데 입법부를 설득하였다. 상대적 번영에 의하여 용기를 얻은 그는 1890년 스테이트 크로니클을 2년 후에 재정적으로 실패한 기업 일간 신문으로 변경하였다. 그는 스테이트 크로니클을 처분하였으나 재빨리 주간 신문 "노스캐롤라이니언"을 설립하였다.
이 세월 동안 대니얼스의 사설 저작은 클럽이 창립된 1년 후에 1885년 와토가 클럽에서 자신의 회원직에 의하여 영향을 받았다. 이 조직의 목적들 중에는 남부에서 대중 교육의 흥행과 산업의 장려였다. 대니얼스는 원칙에 이 목적들을 성원하였고, 노스캐롤라이나 농업 · 기계 예술 칼리지의 교육과 설립을 지지하였다. 하지만 그는 "큰 기업"을 신임하지 않았고, "담배 신탁"을 싸웠다. 인민당원들처럼 그는 주립 철도 위원회, 독점 금지 입법부, 은화자유주조, 누진적 소득세와 상원들의 직접 선거의 설립에 호의를 가졌다. 더우기 그는 여성 참정권, 노동자 보상법과 아동 노동 규제의 초기 지지자였다. 자신의 편집란을 통하여 자주 이 논점들을 지지하였어도 그는 자신의 경력을 통하여 충성스런 민주당원으로 남아있었다. 참으로 1880년대에 그의 당파심은 윌슨에서 자신의 모친이 여주인으로서 그녀의 직업을 잃는 원인을 일으켰고, 1892년 그의 효과적인 선거 운동은 1년 후에 미국 내무부에서 직위로 그로버 클리블랜드의 그의 임명에 결과를 가져왔다.

## 롤리 뉴스 앤드 업저버
세월에 신문 비지니스에서 대니얼스의 주요 라이벌들 중의 하나는 새뮤얼 A. 애시에 의하여 편집된 "롤리 뉴스 앤드 업저버"였다. 1894년 대니얼스가 그 편집자가 될 이해와 함께 대니얼스와 협력하여 줄리안 카의 특약점이 그 신문을 매입하였다. 동년 8월 대니얼스는 "뉴스 앤드 업저버"를 위하여 워싱턴 D. C.로부터 사설들을 쓰기 시작하였고, 1895년 초순에 완전히 통제하는 데 롤리로 돌아왔다.
대니얼스는 정치적 혼란에 주로 돌아왔다. 1894년 공화당원과 인민당원들의 합동이 주의 입법부의 통치를 얻었고, 1896년 공화당원 대니얼 L. 러셀이 주지사로 선출되었다. 대니얼스는 윌리엄 제닝스 브라이언의 헌신적인 신봉자였고 1896년 대통령 후보 지명을 얻기 위한 브라이언의 전략을 계획하는 도움을 주었다. 당의 일꾼으로서 자신의 유효성을 증명한 대니얼스는 1896년 노스캐롤라이나주로부터 민주당 전국 위원으로 임명되어 1916년까지 지냈다. 노스캐롤라이나주에서 그는 공화당-인민당 연정을 분할시키는 데 최선을 다하였다. 1898년의 "백인 우월주의" 운동에서 뉴스 앤드 업저버는 "흑인 지배"의 위험에 관하여 백인 투표인들에게 감정적으로 경고하였다. 2년 후에 대니얼스는 주지사를 위하여 자신의 장기적 친구 찰스 B. 에이콕을 열광적으로 후원하였고, 가장 많은 흑인 투표인들을 효과적으로 박탈한 주의 헌법에 수정 조항을 지지하였다. 이 세월 동안 또한 대니얼스는 주의 재정적 성원의 노스캐롤라이나 대학교를 빼앗으려고 하는 자들을 상대로 싸움을 지도하였고, 주류의 판매, 특히 1908년 전국적으로 금주법을 위한 국민 투표를 통치할 조치를 지원하였다. 대니얼스의 활발한 편집 아래 뉴스 앤드 업저버는 성공적이 되었다. 그는 1894년에 아마 2,500의 유통량과 함께 사실상 파산한 신문을 차지하여 그 빚을 갚았고, 1905년 줄리안 카의 주식을 사서 유통량이 꾸준히 증가한 것을 보았다. (1947년까지 그 유통량은 대략 100,000에 도달하였다.) 그는 또한 1909년부터 1913년까지 "노스캐롤라이나 이어북 앤드 비지니스 디렉터리"를 창설하였고, 문학적 보충물 "더 노스캐롤라이나 리뷰"를 발간하였다.

## 해군장관

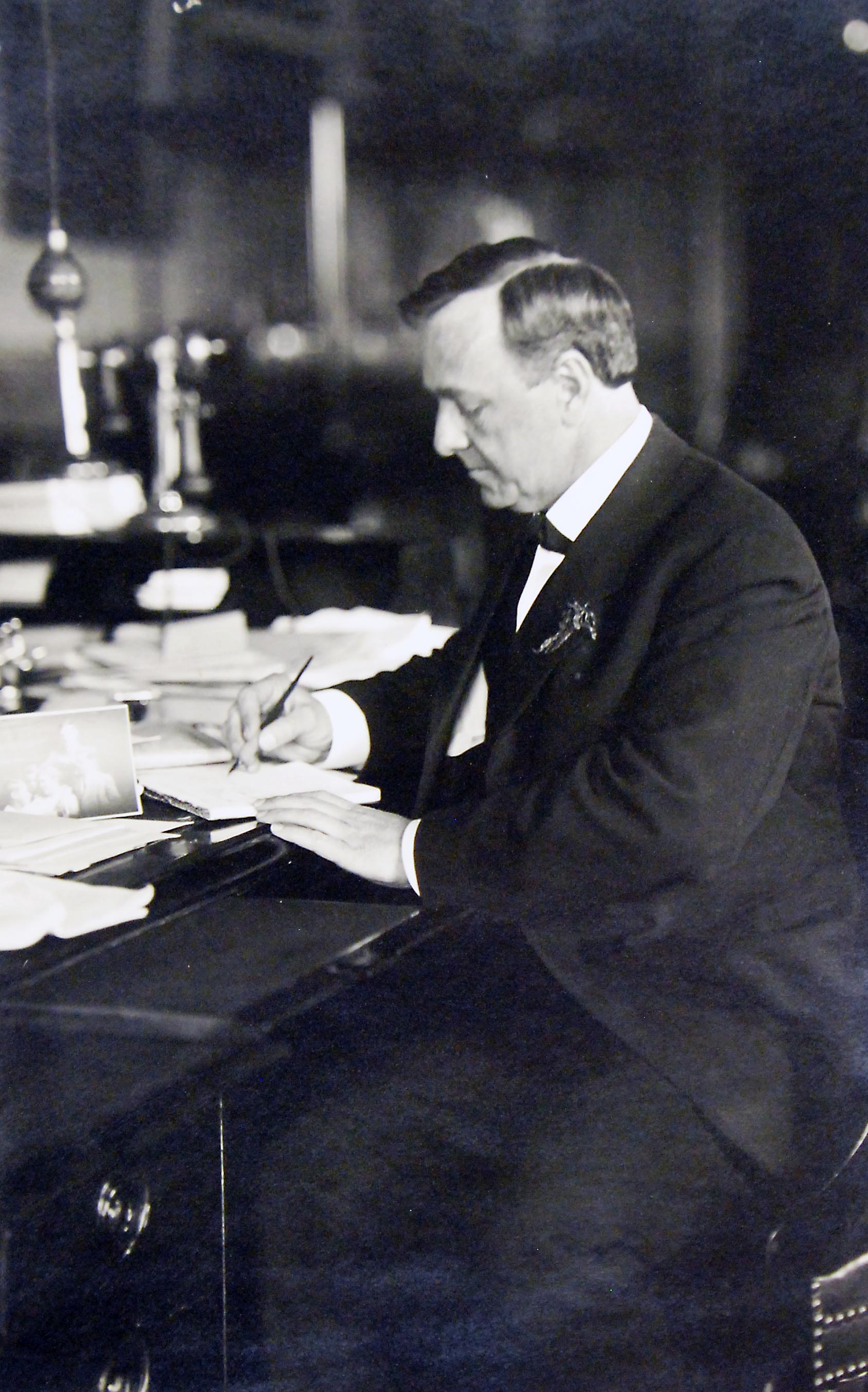
문서들을 검토하는 대니얼스

그 동안 대니얼스는 우드로 윌슨의 친구이자 정치적 지지자가 되었다. 그는 윌슨과 브라이언 사이에 어떤 차이점을 고치는 데 성공하여 1912년 윌슨의 후보 지명을 확보에 효과적인 역할을 하였고 대통령 선거 운동에서 윌슨의 홍보 책임자가 되었다. 해군장관으로 임명된 그는 윌슨의 2개 기간들을 통하여 지내는 데 4명의 내각 장관들 중의 하나였다. 해군장관으로서 그는 많은 입대 남성들에 전례없는 관심을 보여 군함을 타고 해군 공창에서 그들에게 교육을 마련하였다. 그는 그 위치들에 주류의 사용을 금지시켜 해군 황동을 화나게 하여 1914년 베라크루즈의 점유에 윌슨의 명령들을 수행하였고, 사적인 착취에 대항하여 해군의 석유 매장량을 보호하는 데 지속적으로 싸웠다. 1915년 대니얼스는 거대한 건설 프로그램을 발포하였고 토머스 에디슨에 의하여 앞서진 해군 고문 위원회를 설립하였다. 이어진 해 그는 정부 운영의 장갑판 공장의 건설을 위한 의회적 찬성을 이겼다. 제1차 세계 대전이 일어난 동안 그느 또한 검열 제도를 위한 책임이자 전쟁 노력을 선전한 정부 기관 공립 정보 위원회에는 물론 전쟁 노력을 감독하는 독립 대리 기관 국방 회의에 지내기도 하였다.

## 이후의 생애

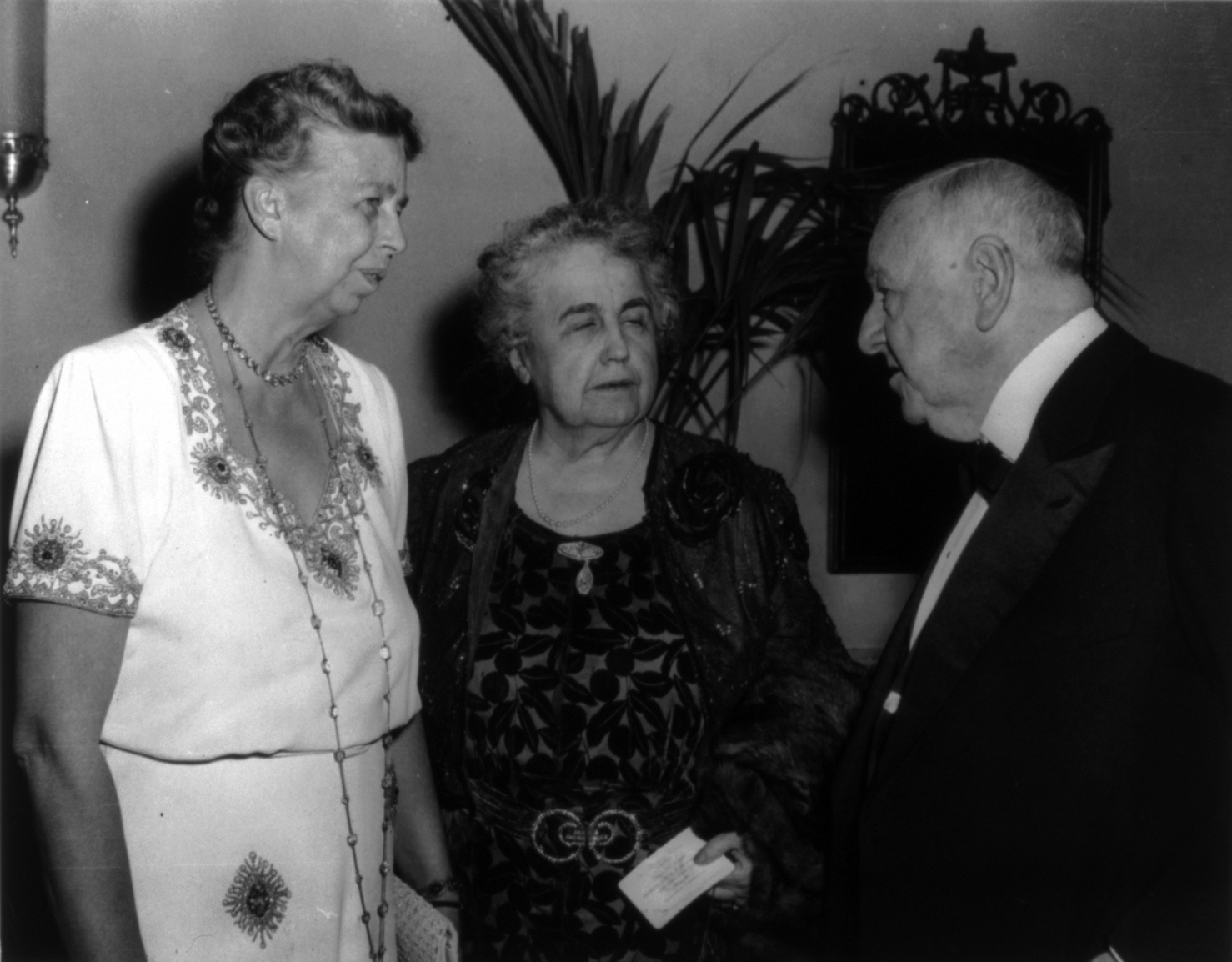
엘리노어 루스벨트, 에디스 윌슨 여사와 함께 (1945년)

1921년 대니얼스는 롤리와 뉴스 앤드 업저버로 돌아왔다. 그는 1901년 노스캐롤라이나 대학교의 수탁 이사회 회원이 되었고, 자신의 사망까지 현역 수탁자로 남아있었다. 1920년대 동안 그는 롤리, 채플힐과 그린스보로에 있는 3개의 주 지원의 칼리지의 하나의 대학으로 합병의 끈질긴 옹호자였으며, 또한 1930년 대학의 총장으로서 해리 우드번 체이스를 대체하는 데 프랭크 P. 그레이엄의 지명을 옹호하였다. 정치에서 그는 쿠 클럭스 클랜과 싸웠으며 대통령직을 위한 민주당 후보 지명을 위하여 1924년 윌리엄 깁스 매커두와 1928년 코델 헐을 지지하였으나 두 경우 모두 당의 지명자들을 충성적으로 성원하였다. 효과적인 직무를 위하여 출마를 피하는 데 오랜 원칙에 불구하고, 그는 아마 자동차 사고에 자신이 심각하게 부상을 당한 1932년 주지사를 위한 후보 지명을 받아들였을 것이다.
1932년 대니어르는 처음에 민주당 후보 지명을 위하여 후보로서, 그러고나서 대통령 선거 운동에서 프랭클린 D. 루스벨트를 지지하였다. 루스벨트는 1913년부터 1921년까지 대니얼스 아래 해군차관을 지냈고, 약간의 차이에 불구하고 각각 다른이를 진심으로 존중하게 되었다. 1933년 루스벨트 대통령은 대니얼스를 멕시코 주재 대사로 임명하였다. 이 직위에서 1934년 대니얼스는 최근 멕시코 혁명 동안 발생한 손실로 미국 시민들에 관한 특별 주장들을 해결을 협상하였으며 장기간에 걸쳐 그는 외국 소유의 석유 소유권에 관한 멕시코 정부에 의한 수용 조건을 정하였다. 그렇지 않으면 그는 루스벨트의 찬사와 전 계급의 멕시코인들의 애정을 얻는 데 자신을 칭찬하였다.

## 개인 생활
자신의 인생을 통하여 대니얼스는 헌신적이고 참으로 감성적인 가족 남자였다. 1888년 5월 2일 그는 롤리의 애디 워스 배글리와 결혼하였다. 그들은 6명의 자녀를 두었다. 2명의 딸은 유아기에 사망하였다. 생존한 4명의 아들들은 조지퍼스 3세, 워스 배글리, 조너선 워스와 프랭크 아서였다. 자신의 부인의 증가적으로 큰 타격을 준 류마티즘은 1941년 멕시코 주재 대사로서 그의 사임으로 이끌었다. 그들은 1943년 그녀가 사망한 롤리로 돌아왔다. 다시 전임 편집자가 된 대니얼스는 주에서 9개월 학교 기간과 "좋은 건강" 프로그램을 위하여 싸웠다. 국내적으로 그는 전쟁 후에 의무적 군사 복무를 반대하였고, 1944년 루스벨트의 재지명을 지지하였다. 민권의 의문에 그는 1944년 민주당 정강 선언으로 백인 우월주의 판자를 쓰는 데 남부 대표들의 일부에 노력들을 반대하였다. 그는 흑인들을 위하여 공정한 대우를 옹호하였으나 연방 민권 입법을 반대하고, 사회적 혼합을 두려워하였다. 그가 1898년과 1900년 자신을 격려한 극단적인 인종 차별을 부끄러워 했어도 그는 교육을 통하여 인종 문제들을 해결하는 에이콕의 접근이 되는 데 자신이 숙고한 것에 지속적으로 호의를 가졌다.
대니얼스는 자신의 건강이 쇠퇴했을 때 1947년 11월까지 활발하게 남아있었다. 그럼에 불구하고, 그는 1948년 1월 3일까지 정규적으로 자신의 사무실에 갔다고 한다. 12일 후에 85세의 나이에 롤리에 있는 저택에서 폐렴으로 사망하여 오크우드 묘지에 안장되었다.

## 저서
대니얼스는 다음과 같이 포함한 다수의 책을 저서하였다. -
- 〈타락한 영웅 : 군기 U. S. N. 워스 배글리의 전기 스케치〉 (1898년)

- 〈해군과 국가 : 전시가 강연하며 ... 〉 (1919년)

- 〈전쟁에서 우리의 해군〉 (1922년)

- 〈우드로 윌슨의 일생, 1856년 ~ 1924년〉 (1924년)

- 〈타 힐 편집자〉 (1939년)

- 〈정치에서 편집자〉 (1941년)

- 〈윌슨 시대 : 평화의 세월, 1910년 ~ 1917년〉 (1944년)

- 〈윌슨 시대 : 전쟁과 그후의 세월, 1917년 ~ 1923년〉 (1946년)

- 〈직접적인 외교관〉 (1947년)

- 〈루스벨트와 대니얼스 : 정치에서 우정〉 (1952년)